# Modesto Bargalló
Modesto Bargalló Ardevol (* 1894 in Sabadell, Katalonien; † 1981 in Mexiko-Stadt) war ein spanisch-mexikanischer Lehrer der Naturwissenschaften, Biologe, Chemiker und Chemiehistoriker.
Bargallo wurde nach dem Magister-Abschluss 1911 im Jahr 1915 Professor an der Escuela Normal de Maestros de Guadalajara. Daneben studierte er weiter und wurde 1931 an der Zentral-Universität Madrid bei Ignacio Bolívar in Naturwissenschaften promoviert. Er schrieb verschiedene Lehrbücher zum Beispiel über Chemie (wobei er auch Werke von Richard Meyer und Wilhelm Ostwald aus dem Deutschen übersetzte), Physik und Biologie. 1928 gründete er die Zeitschrift Faraday zur Didaktik der Naturwissenschaften. Außerdem war er Herausgeber der Revista de Escuelas Normales. 1939 wanderte er nach dem Sieg Francos im Spanischen Bürgerkrieg nach Mexiko aus und wurde 1940 Professor für Biologie am nationalen Polytechnischen Institut.
Er veröffentlichte unter anderem ein Buch zur Metallurgie und Bergbaugeschichte in der spanischen Kolonialzeit.
1977 erhielt er den Dexter Award. 1964 war er Gründungsmitglied der mexikanischen Gesellschaft für Wissenschaftsgeschichte (Sociedad Mexicana de Historia de la Ciencia y la Tecnología).

## Schriften
- Manual de Química, 1919
- Como se enseñan las ciencias físico-químicas, Madrid 1923
- Manual de Física, 1925
- La vida de las plantas. Experiencias sencillas de fisiología vegetal, 1932
- Metodología de las Ciencias Naturales y de la Agricultura, 1932
- Paseos y excursiones escolares, 1934
- Problemas de Física y Química, 1936
- La minería y la metalurgia española durante la época colonial, 1955
- Tratado de Química Inorgánica
- Klassische und moderne Ideen und Untersuchungen zur Zusammensetzung und Struktur von Schwefelsäure und ihrer Lösungen, Teil 1: von Sylvius und Mayow zur Theorie von Hantzsch (1908–1925) (spanisch), Ciencia, Band 18, 1958, S. 7–20
- Die Architektur des Sulfations und die Zusammensetzung von Schwefelsäure und ihrer Lösungen (spanisch), Ciencia, Band 19, 1959, S. 229–242
- Las Ferrerías de los Primeros Veinticinco Años del México Independiente, 1965
- Andrés Manuel del Río y su obra Científica, 1966
- La Amalgamación de los Minerales de Plata en Hispanoamérica Colonial, 1969
- Neuva Theorica del Beneficio de los Metales de Oro y Plata of Joseph Garcés y Equia, 1970
- Los Trabajo, los Artículos, y Apuntes, 1942–1972, Sobre Química, Educación y la Metalurgia y de México y en Hispanoamérica Colonial, 1973